# Brycinus sadleri
Brycinus sadleri е вид лъчеперка от семейство Alestidae. Видът не е застрашен от изчезване.

## Разпространение
Разпространен е в Бурунди, Кения и Уганда.

## Описание
На дължина достигат до 13,8 cm.
Популацията на вида е намаляваща.